# 6 v.Chr.
Het jaar 6 v.Chr. is een jaartal volgens de christelijke jaartelling. 

## Gebeurtenissen

### Italië
- Tiberius Claudius Nero wordt vanwege een conflict met keizer Augustus, naar Armenië gestuurd om daar het bestuur te reorganiseren.
- Augustus stuurt fretten (Mustela putorius furo) naar de Balearen, om een konijnenplaag te bestrijden.
- Tiberius reist naar Rhodos om daar als ambteloos burger in ballingschap te wonen en houdt zich bezig met filosofische studies.

## Geboren
- Mogelijk geboortejaar van Jezus van Nazareth, centrale persoon in het christendom. De geboorte van Jezus zou hebben plaatsgevonden toen Herodes de Grote nog leefde. Herodes stierf in 4 v.Chr. In het verhaal over de kindermoord van Bethlehem wordt gezegd dat Herodes kinderen tot 2 jaar oud liet ombrengen, dus zou Jezus (tot) 2 jaar ervoor geboren kunnen zijn. Er zijn geen historische of archeologische bronnen over deze kindermoord.

## Overleden
- Liu Xiang, Chinese bibliothecaris en wetenschapper